# The Trust: A Game of Greed
The Trust: A Game of Greed är en amerikansk realityserie från 2024. Första säsongen hade premiär på Netflix den 10 januari 2024. Programledare är Brooke Baldwin.

## Handling
I serien har en grupp främlingar möjligheten att dela på 250 000 dollar. Men de har också möjligheten att rösta ut någon från serien för att på så sätt öka den genomsnitta vinsten.

## Medverkande
- Brooke Baldwin